# Pinosava
Pinosava (en serbe cyrillique : Пиносава) est une ville de Serbie, située dans la municipalité de Voždovac et sur le territoire de la Ville de Belgrade. Au recensement de 2011, elle comptait 3 136 habitants.

## Géographie

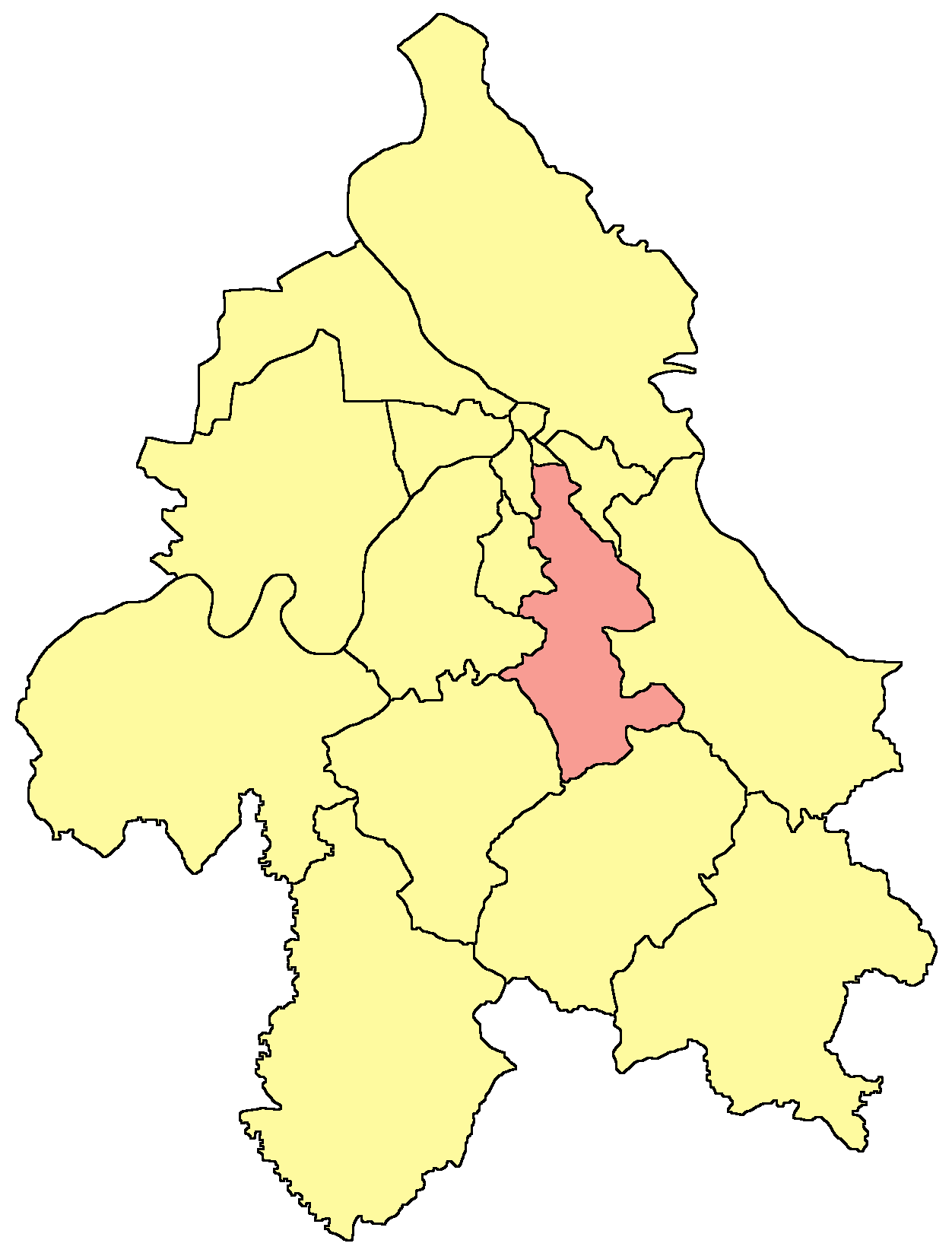
Localisation de la municipalité de Voždovac dans la Ville de Belgrade

Pinosava est située sur les pentes occidentales du mont Avala, dans la vallée de la Topčiderska reka, à un peu plus de 20 km du centre de Belgrade. La ville fait partie de la basse Šumadija. Le plateau de Pinosava, situé à proximité de la localité, tient son nom de la ville.

## Architecture

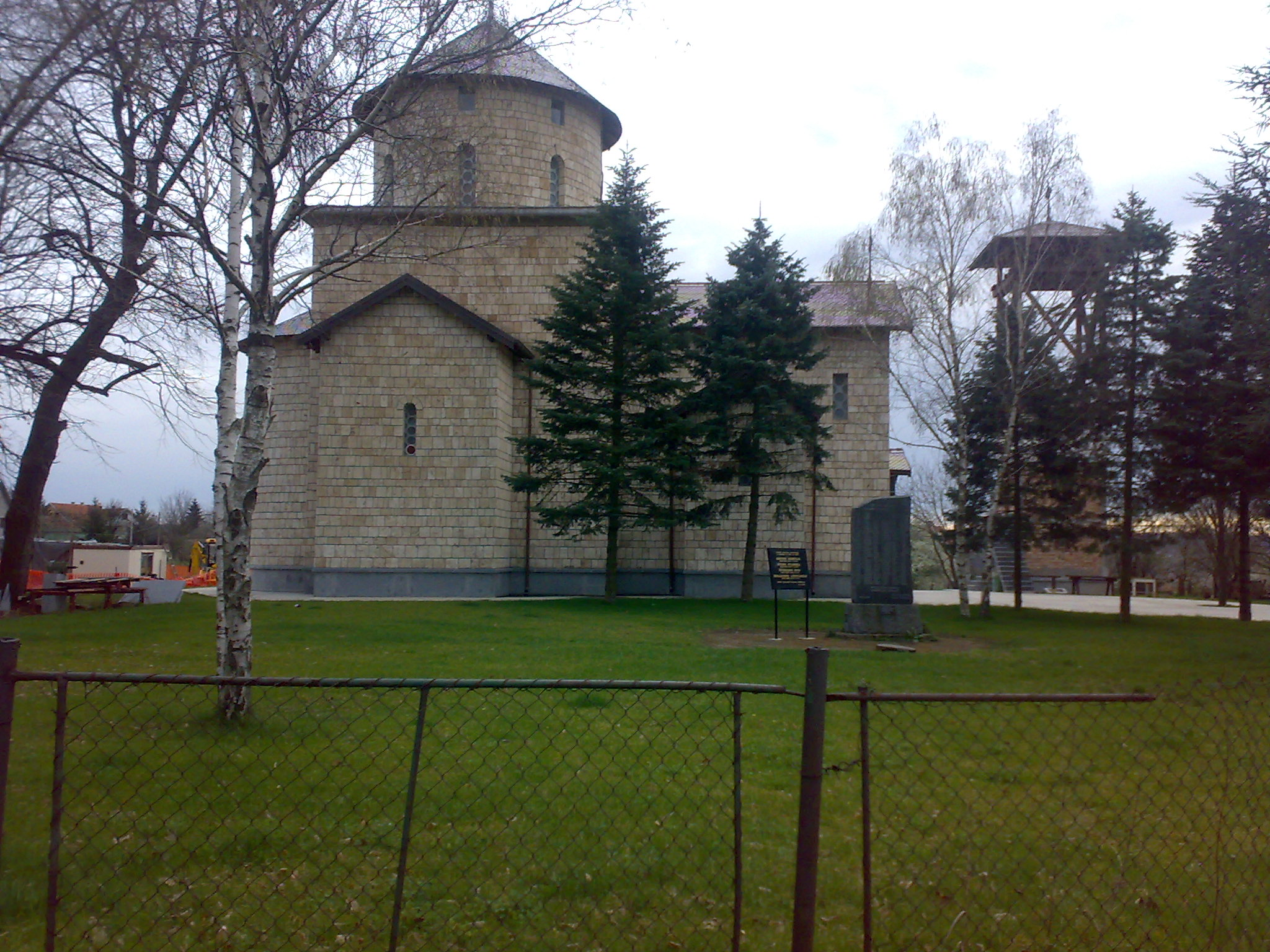
L'église de Pinosava

## Démographie

### Évolution historique de la population
| 1948  | 1953  | 1961  | 1971  | 1981  | 1991  | 2002  | 2011  |
| ----- | ----- | ----- | ----- | ----- | ----- | ----- | ----- |
| 1 713 | 1 915 | 2 306 | 2 689 | 2 837 | 2 700 | 2 839 | 3 136 |

|  |

## Transports

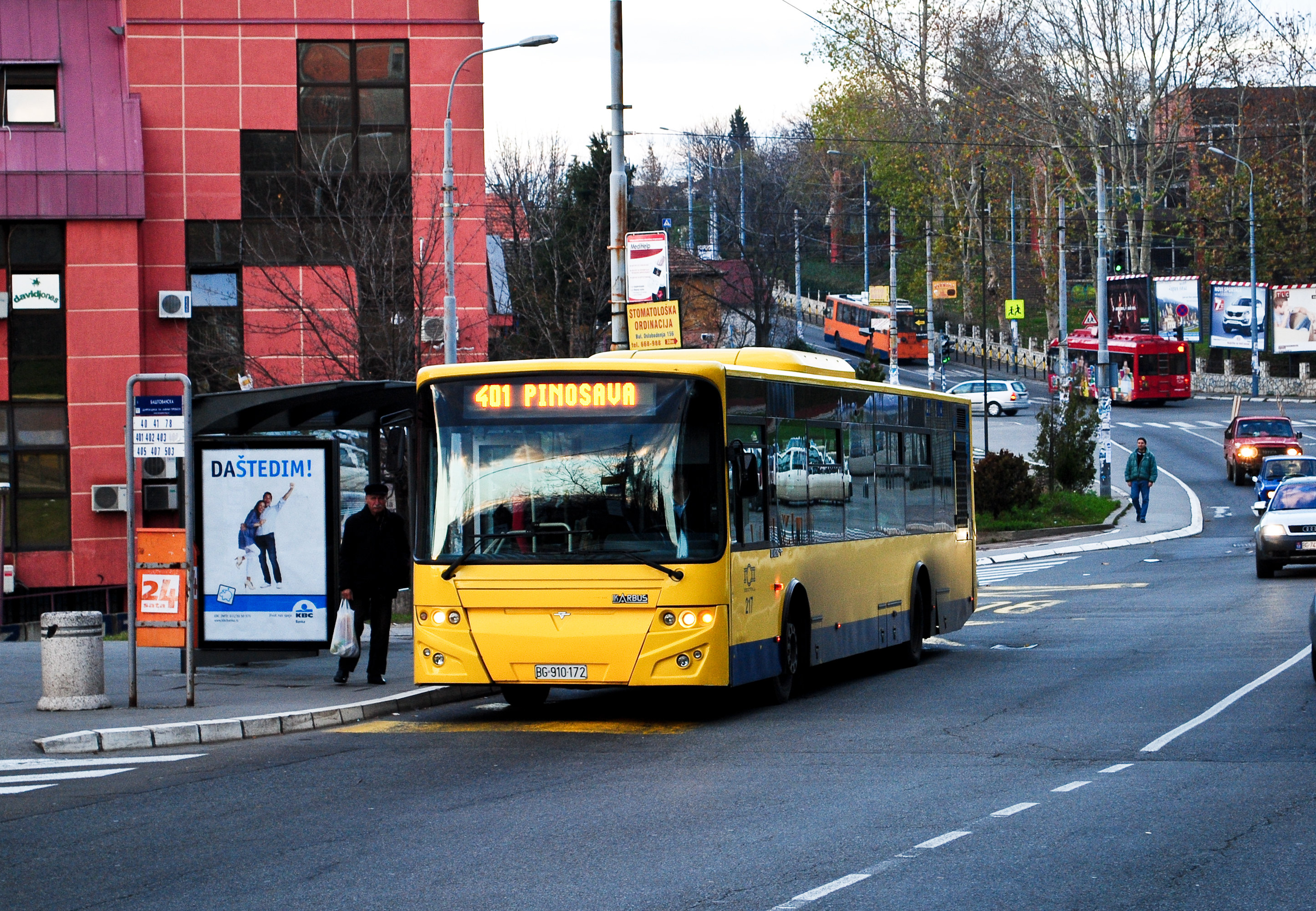
Autobus 401 de la société GSP, direction Pinosava

Sur le plan des transports en commun, la ville est desservie par la ligne de bus 401 (Voždovac – Pinosava) de la société GSP Beograd, qui permet de rejoindre le quartier de Trošarina, dans la ville de Belgrade intra muros.
La ville possède une station du réseau express régional Beovoz. On y trouve la ligne 2 (Ripanj - Resnik - Rakovica - Pančevo Vojlovica) qui la relie au centre de la capitale serbe et, au-delà vers le nord, jusqu'à Pančevo dans le district du Banat méridional et dans la province de Voïvodine et, vers le sud, à Ripanj, la ligne 3 (Stara Pazova - Batajnica - Beograd Centar - Rakovica - Resnik - Ripanj), qui la relie au centre de la capitale serbe et, au-delà vers le nord, jusqu'à Stara Pazova en Syrmie et, vers le sud, à Ripanj. La ligne 5 (Nova Pazova - Batajnica - Beograd Centar - Rakovica - Resnik - Mladenovac) la relie également au centre de Belgrade et, au-delà vers le nord, à Nova Pazova et, vers le sud, à Mladenovac.